# Новое кольцо Москвы
«Но́вое кольцо́ Москвы́» — нереализованный проект строительства к 2015 году 60 высотных многофункциональных (жилых, административных, гостиничных и офисных) комплексов, в состав которых, как предполагалось, должно было войти около 200 зданий высотой более 30 этажей со средней высотностью 35-40 этажей и средней площадью каждого комплекса от 40 до 140 тыс. м². Согласно прежним планам городских властей, 25 небоскрёбов должны были стать жилыми зданиями, 16 — административными объектами, 3 — гостиницами, 16 — многофункциональными комплексами. Первая и вторая очереди программы — это 38 высотных зданий, третья очередь — ещё 22 здания.
По замыслу архитекторов, каждый такой комплекс должен был стать центром своего района, вокруг этого центра были бы сосредоточены объекты социально-бытовой и культурной инфраструктуры.
Строительство «Нового кольца Москвы» было внесено в Генеральный план развития Москвы до 2020 года. Разработкой предпроектной документации для строительства новых высотных зданий занималось специально созданное ОАО «Новое кольцо Москвы».
7 августа 2012 года было принято Постановление правительства Москвы «Об отраслевой схеме высотных ограничений застройки на территории города Москвы», которое фактически поставило крест на данном проекте лужковской эпохи.
Решением Арбитражного суда города Москвы от 5 июня 2013 года по делу № А 40-105116/12 « О банкротстве ОАО „Новое кольцо Москвы“ (по заявлению самой организации)», ОАО «Новое кольцо Москвы» признано банкротом.

## Фактическая реализация проекта «Новое кольцо»

### Построены
По состоянию на август 2012 года были построены всего 7 зданий:
- Жилой комплекс «Новоясеневский» (23 этажа) на Новоясеневском проспекте;
- жилой комплекс «Континенталь» (50 этажей) на проспекте Маршала Жукова;
- жилой комплекс «Well House» (47 этажей) на Ленинском проспекте;
- жилой комплекс «Эдельвейс» (43 этажа) на Давыдковской улице;
- жилой комплекс «Бастион» (бывший «Дирижабль»; 40 этажей) на Профсоюзной улице;
- бизнес-центр «Соколиная гора» (35 этажей) на Семёновской площади;
- бизнес-центр «Прео-8» (27 этажей) на Преображенской площади.

На этом реализация проекта прекратилась.